# Kingersheim
Kingersheim (elsässisch Kingerscha) ist eine französische Stadt mit 13.265 Einwohnern (Stand 1. Januar 2022) im Département Haut-Rhin in der Region Grand Est (bis 2015 Elsass).

## Geografie
Kingersheim liegt am nördlichen Stadtrand von Mülhausen (französisch Mulhouse) und ist Mitglied der Mulhouse Alsace Agglomération.

## Geschichte
Kingersheim ist schriftlich erstmals 1195 unter dem Namen Kekingsem erwähnt. Es gibt aber Spuren, die auf eine Existenz bereits im Neolithikum sowie in römischer und merovingischer Zeit deuten. Das Dorf geht auf die germanische Epoche zurück und verdankt seinen Ursprung – nach einer Legende – einem Jagdhaus, das wohl im alten Zentrum stand.
Das Dorf litt im Dreißigjährigen Krieg. Um sich vor den Angreifern zu schützen, flüchteten sich die Einwohner nach Mühlhausen, das damals mit den Schweizer Kantonen verbündet war. Das landwirtschaftlich geprägte Dorf verarmte zunehmend, veränderte sich aber 1834 schlagartig mit der Einrichtung einer Stoffdruckfabrik, die ab 1880 einen großen Aufschwung nahm, vor allem durch bedruckte Möbelstoffe, die sie in alle Welt exportierte.
1920 erlebte Kingersheim erstmals ein starkes Wachstum der Einwohnerzahl, dann wieder in den 1930er Jahren aufgrund des Kaliabbaus.
Während des Zweiten Weltkrieges wurde Kingersheim Juni 1940 von deutschen Truppen besetzt. 230 junge Kingersheimer wurden in die deutsche Wehrmacht gezwungen. Im Winter 1944/45 fanden die Befreiungskämpfe um Kingersheim statt. Nach dem endgültigen Sieg der französischen Truppen waren 90 tote Soldaten und 47 ums Leben gekommene Zivilisten zu beklagen. 712 Wohnungen waren ganz bzw. teilweise zerstört, ebenso eine Schule und die Festhalle. Damals lebten noch 2484 Einwohner in dem total zerstörten Dorf.

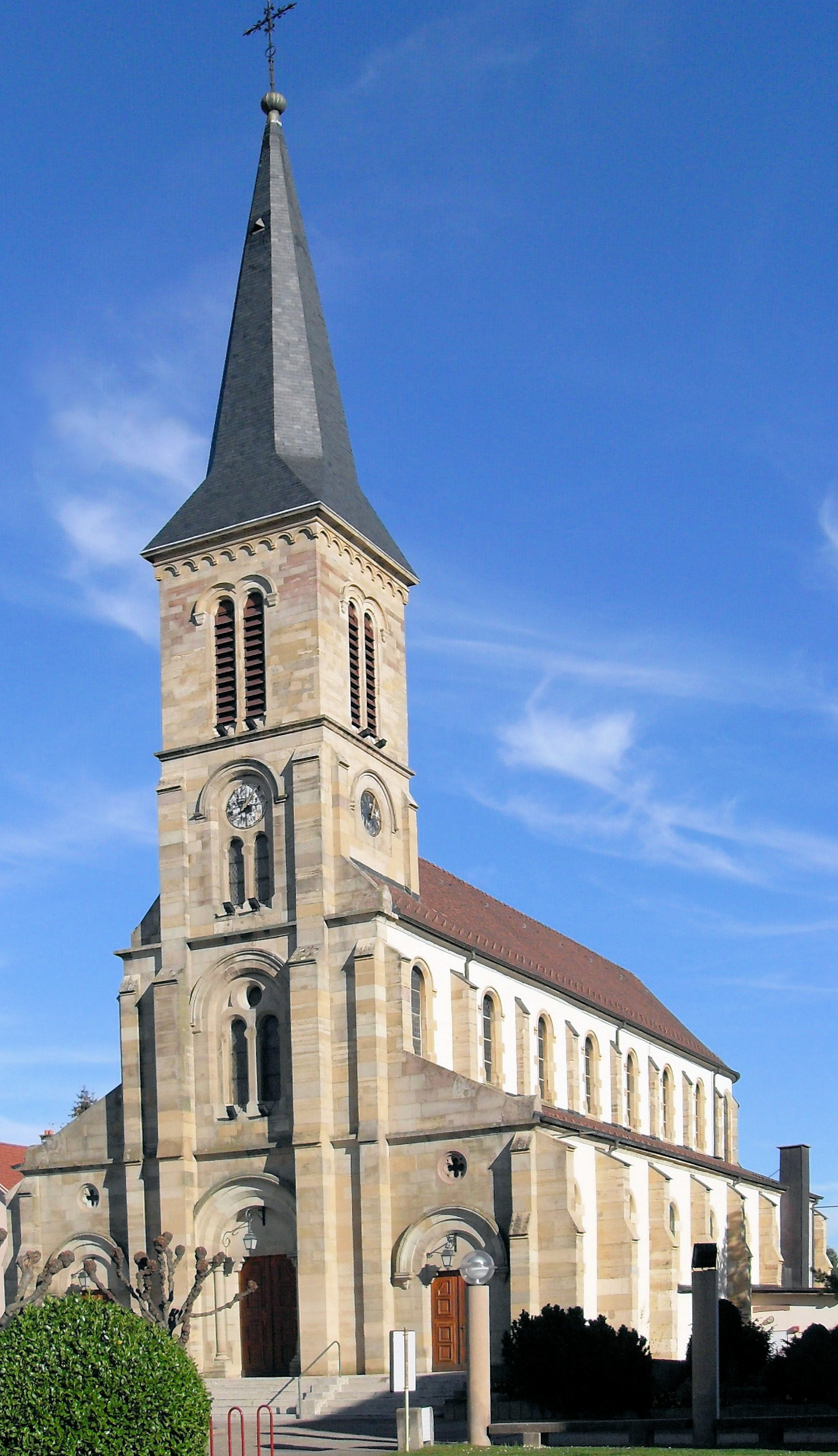
Adelphuskirche

| Jahr      | 1962 | 1968 | 1975 | 1982 | 1990   | 1999   | 2007   | 2017   |
| Einwohner | 5612 | 5925 | 7928 | 9655 | 11.258 | 11.961 | 13.159 | 13.055 |

## Sehenswürdigkeiten
- Kirche Saint-Adelphe

## Gemeindepartnerschaft
Kingersheim ist die Partnergemeinde von Hirschau bei Tübingen. 1959 lernten sich die damaligen Bürgermeister der Gemeinden Hirschau und Kingersheim kennen. Sie konnten ihre Gemeinderäte und Bürger im Jahr 1963 überzeugen, dass eine Aussöhnung zwischen Franzosen und Deutschen am besten durch Partnerschaften auf Gemeindeebene vorangebracht werden könne. Diese Überzeugung mündete in die feierliche Vertragsunterzeichnung am 14. September 1963 in Kingersheim. Seit dieser Zeit gibt es zwischen den beiden Gemeinden eine sehr rege Partnerschaft auf kommunaler, privater und Vereins-Ebene. Der Partnerschaftsvertrag legt auf folgende Absichten großen Wert:
„... am heutigen Tag verpflichten wir uns feierlich, ständig die Bande zwischen unseren beiden Gemeinden aufrecht zu erhalten [sic] und noch zu verstärken. Die Beziehungen zwischen den Bürgern in jeder Hinsicht tatkräftig zu fördern, um so – dank dieser friedlichen Verbindungen – die Verwirklichung des demokratischen Ideals zu erreichen. Wir hoffen, dass dieses schöne Vorhaben, das allein die Tür zu einer Zeit des Friedens und des Wohlstandes öffnen kann, von Erfolg gekrönt ist.“

## Persönlichkeiten
- Ernest Hauger (1873–1948), römisch-katholischer Missionar, Bischof und Apostolischer Vikar im Erzbistum Cape Coast (Ghana).